# Selaginella albonitens
Selaginella albonitens là một loài dương xỉ trong họ Selaginellaceae. Loài này được Spring mô tả khoa học đầu tiên năm 1843.
Danh pháp khoa học của loài này chưa được làm sáng tỏ. 